# سولیدرق
سولیدرق یک روستا در ایران است که در استان اردبیل واقع شده‌است. سولیدرق ۸۸ نفر جمعیت دارد. از بزرگان این روستا آقای حسین پورزارع سولدرق میباشد